# Logothète de l'armée

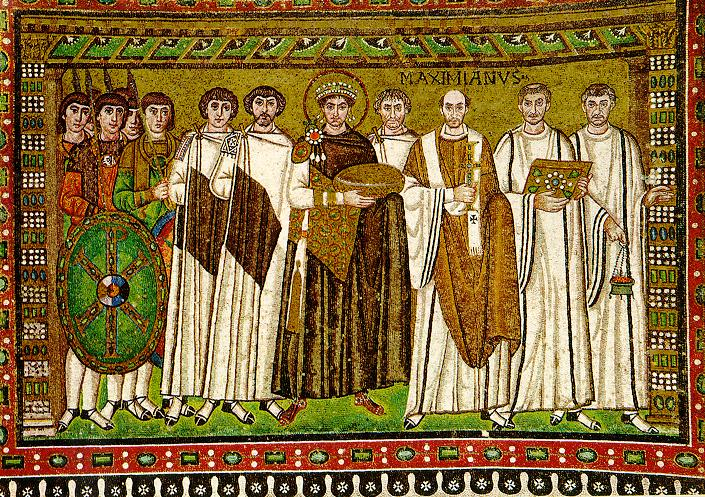
Mosaïque de la basilique de Saint-Vital à Ravenne représentant Justinien (centre).

Le logothète de l'armée ou logothète militaire (en grec λογοθέτης τοῦ στρατιωτικοῦ, logothetēs toū stratiōtikou) est un fonctionnaire impérial byzantin responsable de la paie et de l'approvisionnement de l'armée byzantine.

## Histoire et fonctions
Cette fonction est à l'origine exercée par des logothètes de la préfecture du prétoire, mais, très probablement au VIIe siècle, les caisses de l'armée (το στρατιωτικόν, to stratiōtikon) en sont détachées pour former un logothesion distinct en 680. Le premier logothetēs toū stratiōtikou attesté est Julien, le « très glorieux apo hypatōn et patrikios » en 680. La fonction connaît sa plus grande importance au Xe siècle, avant que son bureau ne passe lors du règne d'Alexis Ier Comnène (r. 1081-1118) sous l'autorité du grand logariaste. Le dernier logothète de l'armée effectif est mentionné dans un chrysobulle d'Alexis Ier de 1088. Son office survit mais n'est plus qu'honorifique ; le pseudo-Kodinos (XIVe siècle) dit de lui qu'il « n'a aucun service ».
L'étendue exacte des compétences de ce logothète reste quelque peu obscure. La seule mention directe à ce sujet se trouve dans le De ceremoniis de l'empereur Constantin VII Porphyrogénète (r. 913-959), selon laquelle il contrôle l'exemption et la réimposition de taxes sur les régiments. On sait aussi qu'au XIe siècle, il exerce quelques fonctions judiciaires. Plusieurs spécialistes (comme Rodolphe Guilland) pensent qu'il supervise les affaires militaires de manière générale (levées de troupes, construction de fortification, dépenses militaires, etc.), sans que, selon Alexander Kazhdan, cette hypothèse puisse être prouvée.

## Subalternes
Selon le De ceremoniis, son bureau compte sept principaux types de fonctionnaires,, :
- les chartoularioi tou sekretou ou tou stratiotikou (χαρτουλάριοι τοῦ σεκρέτου / στρατιωτικοῦ), ses adjoints ;
- les chartoularioi ton themata (χαρτουλάριοι τῶν θεμάτων), pour les troupes thématiques ;
- les chartoularioi ton tagmata (χαρτουλάριοι τῶν ταγμάτων), pour les troupes tagmatiques ;
- les legatarioi (λεγατάριοι), dont la fonction exacte reste inconnue[8] ;
- les optiones (ὀπτίονες), responsables de la distribution de la paie ;
- les prōtokankellarioi (πρωτοκαγκελλάριοι), disposant de kankellarioi (καγκελλάριοι) ;
- les mandatores (μανδάτωρες), des messagers.